# Carmen Santiago Alonso
Carmen Santiago Alonso (San Antonino Castillo Velasco, Oaxaca, 16 de julio de 1952–ibid., 5 de febrero de 2022) fue una defensora zapoteca de derechos humanos de los pueblos indígenas. Su trayectoria de 50 años como activista se caracterizó por proteger los recursos naturales de las comunidades indígenas y por documentar violaciones de derechos humanos. En 1994 fundó la organización Flor y Canto.

## Legado como defensora de derechos humanos
Entre sus aportaciones como defensora de derechos humanos se encuentra que, tras una década de gestiones, logró que el gobierno federal retirara la veda impuesta al uso de agua de riego agrícola en comunidades zapotecas. Se desempeñó como misionera laica y colaboró con los obispos Samuel Ruiz y Arturo Lona. Defendió también los bosques de la región mixteca oaxaqueña de Santa Cruz Itundujia Durante el conflicto magisterial en Oaxaca en 2006, Santiago Alonso documentó ejecuciones extrajudiciales. Colaboró activamente para modificar el Decreto de Veda del año de 1967, que impedía el acceso de varias comunidades al libre uso de agua para fines agrícolas y pecuarios. El Decreto de Veda fue modificado el 23 de noviembre de 2021.

## Entrega de bastón de mando a Andrés Manuel López Obrador
Fue una de las principales promotoras para la entrega del bastón de mando a Andrés Manuel López Obrador, realizada en la ceremonia por toma de posesión como presidente de México, el 1 de diciembre de 2018.

Sobre la entrega del bastón de mando al presidente, Santiago Alonso expresó:
Es digno de entregarle el bastón [al Presidente] y es comprometerlo porque queremos que nos tome en cuenta, que no pasemos desapercibidos y que no nada más seamos folclor.
Carmen Santiago Alonso murió el 5 de febrero de 2022 a causa de cáncer y fue enterrada en su comunidad de origen.